# Soraya Jiménez
Soraya Jiménez Mendívil (Naucalpan, 5 de agosto de 1977 - Cidade do México, 28 de março de 2013) foi uma halterofilista mexicana.
Soraya Jiménez ganhou ouro em halterofilismo nos Jogos Olímpicos de 2000, na categoria até 58 kg, com 222,5 kg no total combinado (95 no arranque e 127,5 no arremesso). Com este feito, ela se tornou a primeira mulher mexicana a ganhar uma medalha de ouro olímpica para o seu país
Ela ainda ganhou duas medalhas em Jogos Pan-Americanos — bronze em 1999 e prata em 2003, na categoria até 58 kg.

## Morte
Soraya morreu no dia 28 de março de 2013, aos 35 anos, vítima de um infarto sofrido na sua casa, na Cidade do México.

## Principais resultados
Quadro de resultados
| Ano  | Posição | Competição                                  | Classe de peso | Marca               |
| 1996 | 11.     | Campeonato mundial júnior em Varsóvia       | -54 kg         | 147,5 kg (60+87,5)  |
| 1997 | 4.      | Campeonato mundial júnior na Cidade do Cabo | -54 kg         | 170 kg (75+95)      |
| 1997 | 14.     | Campeonato mundial em Chiang Mai            | -54 kg         | 165 kg (70+95)      |
| 1998 | 13.     | Campeonato mundial em Lahti                 | -58 kg         | 157,5 kg (72,5+85)  |
| 1999 | 3.      | Jogos Pan-Americanos                        | -58 kg         | 190 kg (85+105)     |
| 1999 | 8.      | Campeonato mundial em Atenas                | -58 kg         | 197,5 kg (82+112,5) |
| 2000 | 1.      | Jogos Olímpicos                             | -58 kg         | 222,5 kg (95+127,5) |
| 2002 | 9.      | Campeonato mundial em Varsóvia              | -58 kg         | 200 kg (90+110)     |
| 2003 | 2.      | Jogos Pan-Americanos                        | -58 kg         | 210 kg (92,5+117,5) |
| 2003 | 11.     | Campeonato mundial em Vancouver             | -58 kg         | 200 kg (90+110)     |